# Pristimantis xylochobates
Pristimantis xylochobates es una especie de anfibio anuro de la familia Craugastoridae.

## Distribución
Esta especie es endémica de la Serranía de los Paraguas en Colombia. Habita entre los 2100 y 2250 m de altitud en el límite entre los departamentos de Chocó y Valle del Cauca.

## Publicación original
- Lynch & Ruíz-Carranza, 1996 : New sister-species of Eleutherodactylus from the Cordillera Occidental of southwestern Colombia (Amphibia: Salientia: Leptodactylidae). Revista de la Academia Colombiana de Ciencias Exactas Físicas y Naturales, vol. 20, no 77, p. 347-363.[5]